# سانجو
سانجو (بالهندية: संजू)‏ (بالإنجليزية: Sanju)‏ (النطق:[səndʒu:]) هو فيلم سيرة ذاتية هندي لعام 2018 من إخراج راجكومار هيراني الذي كتبه بنفسه رفقة ابهيجات جوشي. تم إنتاجه بالاشتراك بين المخرج وفيدو فينود تشوبرا في استوديوهات «أفلام راجكومار هيراني» و«أفلام فينود تشوبرا». يتتبع الفيلم حياة ممثل بوليوود سانجاي دوت، وإدمانه على المخدرات، واعتقاله لارتباطه بتفجيرات بومباي 1993، علاقته مع والده، عودته إلى مجال صناعة الأفلام، وإطلاق سراحه في نهاية المطاف بعد انتهاء فترة سجنه. رانبير كابور يلعب دور دوت، جنبا إلى جنب مع فريق الممثلين الذي يضم باريش راوال بدور سونيل دوت، مانيشا كويرالا بدور نرجس، ديا ميرزا بدور مانياتا دوت، وفيكي كوشال، سونام كابور، أنوشكا شارما، جيم ساربه.
في محادثة له مع المخرج راجكومار هيراني، شارك الممثل سانجاي دوت قصصا نادرة من حياته، وجدها هيراني مثيرة للاهتمام ففكر في صنع فيلم يعتمد على حياة دوت واختار له كعنوان سانجو لأنه اللقب الذي كانت تنادي به الممثلة نرجس ولدها دوت حينما كان صغيرا. استغرق تصوير الفيلم عاما واحدا حيث بدأ في يناير 2017 وانتهى في يناير 2018. تم تأليف الموسيقى التصويرية للفيلم من طرف روهان-روهان وفيكرام مونتروز مع أي.أر. رحمان كمؤلف ضيف. امتلكت فوكس ستار ستوديوز حقوق التوزيع للفيلم.
تم إصدار سانجو في جميع أنحاء العالم في 29 يونيو 2018، وتلقى آراء إيجابية من النقاد الذين أشادوا بأداء كابور وكوشال وبإخراج هيراني في حين تعرض الفيلم لانتقادات من قبل عدد قليل من النقاد. سجل الفيلم أعلى دخل افتتاحي مقارنة مع أي فيلم صدر في الهند سنة 2018، وفي اليوم الثالث له حقق أعلى دخل في يوم واحد كفيلم ناطق بالهندية في الهند على الإطلاق مع إجمالي دخل عالمي يتجاوز 579 كرور روبية (84 مليون دولار أمريكي)، إحتل سانجو المرتبة الأولى من حيث أعلى الأفلام الهندية دخلا سنة 2018 وهو واحد من أكثر الأفلام الهندية ربحًا في التاريخ.

## قصة الفيلم
تريباثي كاتب أغنيات، يحاول كتابة سيرة ذاتية عن سانجاي "سانجو" دوت (رانبير كابور) ومقارنته مع المهاتما غاندي، ولكن سانجاي رفض ذلك وقام بطرده خارجا. أصدرت محكمة بومباي العليا حكمها فيما يتعلق بتفجيرات بومباي 1993 وحكمت بالسجن على سانجاي لمدة خمس سنوات لخرق قانون الأسلحة لعام 1959. تقترب زوجة سانجاي مانياتا دوت (ديا ميرزا) من ويني دياز (أنوشكا شارما) وهي كاتبة تسكن في لندن لكتابة سيرة سانجاي وتقديمها لعامة الجمهور وعلى الرغم من أن زوبين ميستري (جيم ساربه) وهو مستثمر عقاري طلب من ويني عدم كتابة السيرة الذاتية ففي الحقيقة قد أثارت القصة إعجابها وبذلك بدأت ويني في إجراء المقابلات مع سانجاي، وبعد ذلك تبدأ قصة حياته في الفلاش باك.
يبدأ الفلاش-باك بتخطيط والد سانجاي سونيل دوت (باريش راوال) لبدء مشواره الفني في بوليوود بفيلم روكي (1981)، بعد ذلك يتعاطى سانجاي المخدرات للمرة الأولى في حياته بتشجيعٍ من صديقه زوبين ميستري -الذي كان يُلقَب بالإله– بحُـجَّـةِ تخطي حالة الغضب. وسرعان ما يكتشف سانجاي أن والدته نرجس (مانيشا كويرالا) تعاني من السرطان فيتم نقلها إلى نيويورك لتلقي العلاج هناك. هذا الحادث سيعزز رغبة سانجاي في الإدمان على المخدرات كما سيبدأ بشرب الكحول. في نيويورك يلتقي سانجاي كامليش (فيكي كوشال) وهو من معجبي نرجس فتنشأ علاقة صداقة فيما بينهما، يتمكن كامليش من دفع سانجاي لتخطي إدمانه. كان من المقرر إجراء الزواج بين سانجاي وصديقته روبي (سونام كابور) ولكن عندما اكتشفت روبي إدمان سانجاي المستمر على المخدرات قررت أن الزواج بينها وبين هذا الأخير أمر مستحيل بالرغم من محاولة كامليش إقناعها بالرجوع عن قرارها، فتنتكس حالة سانجاي النفسية. تتوفى نرجس أم سانجاي قبل إطلاق فيلم روكي في قاعات السينما بثلاثة أيام مما يتسبب في تدهور حالة سانجاي العاطفية، فيوافق سانجاي على ولوج مركز لإعادة التأهيل في الولايات المتحدة ويتعافى في النهاية من إدمانه بمساعدة والده وكامليش. لدى عودته إلى الهند يلتقي سانجاي مع زوبين فيوسعه ضربا لأنه كان يشجه على تناول المخدرات ويبيعها إياه.
تتم رواية الجزء الثاني من حياة دوت من طرف كاملي، والذي بحثت عنه ويني لهذا الغرض. في التسعينيات يبدأ سانجاي بممارسة كمال الأجسام ومسيرته في بوليوود تحسنت إلى حد كبير. بعد هدم مسجد بابري سنة 1992، حصل سانجاي على ثلاث بنادق من طراز AK-56 لضمان حماية شقيفته بريا دوت ووالده الذي دخل عالم السياسة. بعد ذلك بوقت قصير تحدث سلسلة من التفجيرات في بومباي فتم القبض على سانجاي 1993 لحيازته أسلحة ممنوعة والشك في أنها من المفترض مزوَّدة من قبل شركة دي للقيام بتهريبها من أجل تأمين الحماية أثناء أعمال الشغب الطائفية المحتملة بعد التفجيرات. أُدين سانجاي وحكم عليه بالسجن لمدة خمس سنوات بموجب قانون منع الأنشطة الإرهابية والتخريبية، الأمر الذي هدد حياته المهنية. وصفته وسائل الإعلام الهندية بأنه إرهابي مما زاد من تشويه صورته أمام العامة. بعدما اعتقد كامليش أن سانجاي مُذنِب قرر قطع علاقاته معه.
تم إطلاق سراح سانجاي سنة 1995. عندما بدأت شعبيته في التراجع، وقع عَقدا كممثل رئيسي في فيلم مونا بهاي إم.بي.بي.إس.(2003) وشارك والده معه في البطولة، وبفضل أداءه المتميز في الفيلم نال سانجاي جائزة فيلم فير لأفضل أداء في دور كوميدي فتحسنت صورته العامة مما جعل والده فخوراً به. توفي والد سانجاي بعد ذلك بوقت قصير. سنة 2006، قررت محكمة بومباي العليا أن دوت مذنب بموجب قانون حيازة الأسلحة، في حين تمت تبرئته من تهمة الإرهاب. في عام 2013، ألقي القبض على سانجاي مرة أخرى بموجب نفس التهمة هذه المرة تم إصدار الحكم من قبل المحكمة العليا الهندية. يُقنِـع سانجاي ويني وكامليش بمدى براءته ملقيا اللوم على وسائل الإعلام التي اتهمته زوراً بالإرهاب، ويتم إطلاق سراحه لاحقاً من السجن في سنة 2016. يَعلم سانجاي بعد ذلك أن ويني أكملت كتابة سيرته الذاتية، بعنوان: कुछ तोह लोग कहेंगे (كوش توه لوج كاهينجي) بمعنى:«سيظل الناس يقولون شيئًا ما، إنه عملهم.» وقد تمت تسميته على اسم أحد أغاني والده المفضلة من فيلم أمار بريم (1972). في النهاية يجمع سانجاي شمله مع زوجته مانياتا.

## الممثلات والممثلين
- رانبير كابور بدور سانجاي "سانجو" دوت[3]
- باريش راوال بدور سونيل دوت، أب سانجو[4]
- فيكي كوشال بدور كامليش «كامـْـلي» كانهايالال كاباسي
- مانيشا كويرالا بدور نرجس، أم سانجو[5][6]
- ديا ميرزا بدور مانياتا دوت زوجة سانجو
- سونام كابور بدور روبي، صديقة سانجو
- أنوشكا شارما بدور ويني دياز، كاتبة سِـيَـر[7]
- جيم ساربه بدور زوبين ميستري، بائع المخدرات لسانجو[8]
- كاريشما تانا بدور بينكي[5]
- بومان إيراني بدور أب روبي والذي مثل دور الدكتور أستانا في فيلم مونا بهاي إم.بي.بي.إس[9]
- ساياجي شيند بدور باندو دادا
- بيوش ميشرا بدور تريباثي
- أديتي غوتام بدور بريا دوت، أخت سانجو[10][11]
- أشنور كور بدور ابنة بريا دوت[12]
- باهات دابولكار بدور محامي سانجو
- أشوين موشران بدور منظم الحدث
- أنجان سريفاستاف بدور الوزير
- براكاش بيلاوادي بدور محرر صحيفة إخبارية
- ماهيش مانجريكار يجسد شخصيته الحقيقية (ظهور قصير)
- تابو تجسد شخصيتها الحقيقية (ظهور قصير)[13]
- أرشد وارثي يجسد شخصيته الحقيقية (ظهور قصير)
- أنيل شارانجيت يجسد شخصيته الحقيقية (ظهور خاص)[14]
- سانجاي دوت يجسد شخصيته الحقيقية (في الختام)[15]
- بالإضافة إلى كل من: عاليا بهات، شرمان جوشي، وميناكشي ديكسيت.

## الموسيقى التصويرية
| 1.            | "مين بادهيا تو بهاي بادهيا"   | بونيت شارما                            | روهان-روهان    | سونو نيجام، سونيدهي شوهان         | 4:34  |       |       |       |       |       |       |       |
| 2.            | "كار هار مايدان فتيح"         | شيخار أستيتوا                          | فيكرام مونتروز | شريا غوشال، سوخويندر سينغ         | 5:11  |       |       |       |       |       |       |       |
| 3.            | "روبي روبي"                   | إرشاد كاميل                            | أي.أر. رحمان   | شاشوات سينغ، بورفي كوتيش          | 4:45  |       |       |       |       |       |       |       |
| 4.            | "بابا بولتا هاين باس هو غايا" | بونيت شارما، أبهيجات جوشي، روهان غوخال | فيكرام مونتروز | بابون، رانبير كابور، سوبريا باتاك | 4:45  |       |       |       |       |       |       |       |
| 5.            | "بهوبو باج راها هاين"         | روهان غوخال، شيخار أستيتوا             | روهان-روهان    | نقاش عزير                         | 4:03  |       |       |       |       |       |       |       |
| 6.            | "موجهي شاند بي لي شالو"       | إرشاد كاميل                            | أي.أر. رحمان   | نيخيتا غاندي                      | 3:07  |       |       |       |       |       |       |       |
| المدة الكلية: | المدة الكلية:                 | المدة الكلية:                          | 26:25          | 26:25                             | 26:25 | 26:25 | 26:25 | 26:25 | 26:25 | 26:25 | 26:25 | 26:25 |

## جوائز
| تاريخ الحفل   | الجوائز                     | الصنف                      | المستلِم/المرشَّح  | النتيجة | مراجع         |
| ------------- | --------------------------- | -------------------------- | --------------- | ------- | ------------- |
| 10 أغسطس 2018 | مهرجان ملبورن للفيلم الهندي | أفضل فيلم                  | سانجو           | فوز     | [ 16 ] [ 17 ] |
| 10 أغسطس 2018 | مهرجان ملبورن للفيلم الهندي | أفضل مخرج                  | راجكومار هيراني | فوز     | [ 16 ] [ 17 ] |
| 10 أغسطس 2018 | مهرجان ملبورن للفيلم الهندي | أفضل ممثل                  | رانبير كابور    | رُشِّح     | [ 16 ] [ 17 ] |
| 10 أغسطس 2018 | مهرجان ملبورن للفيلم الهندي | جائزة الطليعة              | رانبير كابور    | فوز     | [ 16 ] [ 17 ] |
| 10 أغسطس 2018 | مهرجان ملبورن للفيلم الهندي | أفضل ممثل مساعد (ذكر/أنثى) | فيكي كوشال      | فوز     | [ 16 ] [ 17 ] |

## وصلات خارجية
- سانجو على موقع IMDb (الإنجليزية)
- سانجو على موقع روتن توميتوز (الإنجليزية)
- سانجو على موقع نتفليكس (الإنجليزية)
- سانجو على موقع ألو سيني (الفرنسية)
- سانجو على موقع أول موفي (الإنجليزية)
- سانجو على موقع بوكس أوفيس موجو (الإنجليزية)
- سانجو على موقع فيلمافينيتي (الإسبانية)
- سانجو على موقع قاعدة بيانات الفيلم (الإنجليزية)
- سانجو على موقع ليتربوكسد (الإنجليزية)
- سانجو على موقع كينوبويسك (الروسية)